# Dolni Glavanak
Dolni Glavanak (bulgariska: Долни Главанак) är ett distrikt i Bulgarien.   Det ligger i kommunen obsjtina Madzjarovo och regionen Chaskovo, i den södra delen av landet, 230 km sydost om huvudstaden Sofia.
Trakten runt Dolni Glavanak består till största delen av jordbruksmark. Runt Dolni Glavanak är det glesbefolkat, med 9 invånare per kvadratkilometer.